# 地球感動配達人 走れ!ポストマン
『地球感動配達人 走れ!ポストマン』（ちきゅうかんどうはいたつにん はしれポストマン）は、2008年10月19日から2009年9月20日まで、毎日放送テレビ（MBSテレビ）の制作により、TBS系列局他で放送された世界紀行ドキュメントバラエティ番組である。TBS系列局での放送時間は毎週日曜22:00 - 22:54（JST）。『走れ! ポストマン』と短縮表記される場合もある。正式タイトルは『地球感動配達人 走れ!ポストマン -RUN! POSTOMAN RUN!-』（ちきゅうかんどうはいたつにん はしれポストマン ラン ポストマン ラン）
TBS系列局以外ではフジテレビ系列の秋田テレビで、同年11月2日より遅れネットで毎週日曜日9:00 - 9:54に放送された。

## 概要
俳優・タレントが配達人“ポストマン”となり、視聴者からの依頼を受けて、配達物とともに依頼人の熱い想いを世界各国に届けるのが主な内容。ポストマンの掟として、通訳や安全面の確保などの必要最小限のサポートを除き、配達中の出来事は全て自己責任となる。これは、スタッフがポストマンに情が移ったりするのを防ぐことや、スタッフのモラル向上のための措置。またロケに際し、ポストマンは左胸や背中にタイトルロゴがプリントされたオレンジ色のジャージやTシャツを着用する。
スタジオには司会およびポストマンに加えて、毎週1組（初回は2組）のゲストが出演した。その週で配達するVTRと調査が複雑で放送時間と編集に莫大な時間を費やすことから、1週では完結出来ない連続物となる番組構成が採られた。また放送内容は1つのテーマの取材状況によって2 - 4週連続となる。
司会の一人である内田恭子は元フジテレビアナウンサーであるが、同社系列以外の番組では初めて、在阪局制作番組としては『グータンヌーボ』（関西テレビ制作・フジテレビ系）に続いて2局目のレギュラー出演となった。また、三宅裕司は日曜朝にTBS系列で放送されている『週刊!健康カレンダー カラダのキモチ』（CBCテレビ制作、日曜7:00 - 7:30）の司会も務めており、TBS系列では日曜日に三宅司会によるJNN基幹局制作の番組が2本放送されることとなった。

## 出演者

### 司会
- 三宅裕司
- 内田恭子

### スタジオ顧問
- 弓削貴久
- 蟹瀬誠一

### ポストマン

#### レギュラー
- 松井絵里奈
- ガレッジセール（ゴリ・川田） - 2009年4月からレギュラー出演。

#### 不定期出演者
- 川村陽介
- 中鉢明子
- 松田悟志
- 萩野崇

#### 過去のレギュラー（2008年10月 - 2009年3月）
- 飯沼誠司
- 大東俊介
- 工藤里紗
- 松木里菜
- 中村竜
- 相澤仁美
- 末永遥

以上から5人（その週にVTR出演するポストマンも含む）がスタジオに出演した。

#### スペシャルポストマン
- 中尾明慶
- 黒川智花
- 野久保直樹
- 中尾彬
- 陣内智則
- エド・はるみ
- 津田寛治

ほか

### ナレーション
- 島本須美
- 浜田治貴

島本の語りは若干丁寧語だが、浜田の語りは内容が緊迫するに連れ依然丁寧語なシリアスな語りが多くなるのが特徴である。

## 主題歌
- 佐橋俊彦（本番組オリジナルテーマ曲・曲名不詳）

## スタッフ
- 構成：海老克哉、高野健生、古井知克、茅根隆史、川島浩司、あおやまみなみ
- 音楽：佐橋俊彦
- リサーチ：P.Aライターズ、フォーミュレーション、フルタイム、レイズ
- スタジオ技術
  - TP：加山郁芳、高瀬義美
  - SW：岩田一巳、長瀬正人
  - CAM：宮崎健司
  - VE：水野博道
  - AUD：奈良岡純一、片山勇
  - LT：小井手正夫
- ロケ技術
  - 撮影：為谷純、関根智之、坂本泰司
  - 音声：宮田伸行
- 編集：小宮純一、小澤章二
- MA：飯田太志
- 音響効果：篠原光
- TK：後藤有紀
- セットデザイン：水速賢（MBS）
- タイトルロゴデザイン：川原純
- 美術プロデューサー：栗田寛
- 美術進行：溝口博志
- ヘアメイク：石坂智子
- ロボット製作：高橋智隆、京商MANOI
- 編成：竹園元（MBS）
- 宣伝：石田敦子（MBS）
- 海外コーディネート：西村隆臣、須藤兼行、B&P SEOUL
- 制作デスク：磯村理絵、諸星愛美
- AD：江原晃子、大野隆博、青木誉幸、白石創紀
- AP：矢嶋麻子・三枝英治（ダイナマイト）／村越多恵子・原田廣一・北代京子（THE WORKS）
- ディレクター：水野雅之（MBS）、樽見近工、及川博志、岡部剛、平野隼人、岸憲人
- 演出：笠原裕明（ダイナマイト）／ 門脇泰久（THE WORKS）、杉山和典（Joyman）、山崎陽宏
- 総合演出：千葉隆弥（ダイナマイト）
- プロデューサー：井口岳洋（MBS）、齋藤智礼（ダイナマイト）／ 後藤喜男（Joyman）、山崎文菜（THE WORKS）
- チーフプロデューサー：岡田公伸（MBS、2009年4月12日 - ）
- 技術協力：放送映画製作所、ニユーテレス、FLT、ティ・ピー・ブレーン、ハックベリー、麻布プラザ、佳夢音、チャス
- 美術協力：ル・オブジェ・アール・スタジオ、インターナショナルクリエイティブ、テルミック、ROBO GARAGE
- スタッフ協力：THE WORKS、Joyman
- 制作協力：ダイナマイトレボリューションカンパニー
- 製作著作：毎日放送

### 過去のスタッフ
- 宣伝：安藤ひと実（MBS）

## 備考
- 2008年5月24日に本番組のパイロット番組『必着!!がむしゃらポストマン』（ひっちゃく がむしゃらポストマン）が放送された。
- 2009年3月22日は、前枠の日曜劇場で放送されていた『本日も晴れ。異状なし』が、当初の予定より1週早く同年3月15日で終了となった事や、同日にワールドベースボールクラシックの日本代表戦中継が行なわれる可能性もあった事から、穴埋めとして映画『釣りバカ日誌17 あとは能登なれハマとなれ!』に変更され放送休止となった。